# Huancavilca
Huancavilca je pleme Indijanaca porodice Atalán nastanjeno u Ekvadoru blizu zaljeva Guayaquil, na poluotoku Santa Elena. Jezično su Huancavilca najsrodniji Caraque Indijancima, s kojima čine posebnu granu Atalána.
Kultura Huancavilca i susjednih Atalanskih plemena Paches (ili Manteños, Manta) i Puná trajala je od nekih 500. pa do 1532.
Bili su ribari i pomorci koji su dolazili u kontakt s narodima Perua i Srednje Amerike. Glavna izvozna roba bila su im školjke-spondilus, pamučna tkanja, kao i predmeti od zlata, srebra, bakra i opsidijanova ogledala. Pod vlast Inka su došli prilikom osvajanja Huayna Capaca.
Potomci Huancavilca u novije doba broje 34.850 (1995.)

## Vanjske poveznice
- Pueblos Huancavilca, Manteño y Punáe
- Manteño Huancavilca
- Manteño – Huancavilca  Arhivirana inačica izvorne stranice od 6. lipnja 2007. (Wayback Machine)